# Companashi/Solito
Companashi/Solito – strefa (zone) w regionie Oranjestad-West w środkowo-zachodniej części kraju autonomicznego Aruba, należącego do Holandii, w Ameryce Południowej. 1 stycznia 2020 r. liczyła 2420 mieszkańców. Jest największą strefą w regionie.  

## Podział administracyjny
W skład strefy wchodzą dwie miejscowości:
- Companashi
- Solito

## Demografia
Strefa liczy 2420 mieszkańców (1 stycznia 2020).
| Kobiety | Mężczyźni |
| ------- | --------- |
| 1120    | 1300      |